# Matti Hagman
Matti Risto Tapio Hagman (ur. 21 września 1955 w Helsinkach, zm. 11 października 2016 w Espoo) – fiński hokeista, reprezentant Finlandii, olimpijczyk. Trener hokejowy.
Jego syn Niklas (ur. 1979) także został hokeistą, a siostra Riitta Salin była lekkoatletką, specjalizującą się w biegach średniodystansowych, w tym na 400 m (zdobyła złoty medal mistrzostw Europy 1974 na tym dystansie).

## Kariera
- HIFK (1972–1976)
  -  HIFK U20 (1973)
- Boston Bruins (1976–1977)
- Quebec Nordiques (1977–1978)
- HIFK (1978–1980)
- Edmonton Oilers (1980–1982)
- HIFK (1982–1985)
- EV Landshut (1985–1986)
- HIFK (1986–1989)
- Hockey Reipas (1989–1991)
- HIFK (1991–1992)

Wychowanek i wieloletni zawodnik klubu HIFK. Poza występami w rodzimych rozgrywkach SM-sarja, a później SM-liiga, rozegrał także cztery sezony w lidze NHL (wystąpił w 257 spotkaniach, w których uzyskał 152 punkty, w tym 61 goli). Ponadto rozegrał sezon w niemieckiej Bundeslidze.
Uczestniczył w turniejach mistrzostw świata w 1975, 1976, 1978, 1983, zimowych igrzysk olimpijskich 1976 w ekipie Finlandii oraz Canada Cup 1976, 1981, 1987.

## Sukcesy
Klubowe
- Złoty medal mistrzostw Finlandii: 1974 (SM-sarja), 1980, 1983 (SM-liiga) z HIFK
- Mistrzostwo dywizji NHL: 1977 z Boston Bruins
- Srebrny medal mistrzostw Finlandii: 1986 z HIFK
- Brązowy medal mistrzostw Finlandii: 1987, 1988, 1992 z HIFK

Indywidualne
- SM-sarja 1973/1974:
  - Pierwsze miejsce w klasyfikacji strzelców
  - Trofeum Jarmo Wasamy – najlepszy debiutant sezonu
- SM-liiga 1978/1979:
  - Drugie miejsce w klasyfikacji kanadyjskiej w sezonie zasadniczym: 57 punktów
- SM-liiga 1979/1980:
  - Trofeum Aarnego Honkavaary – pierwsze miejsce w klasyfikacji strzelców w sezonie zasadniczym: 37 goli[2]
  - Pierwsze miejsce w klasyfikacji asystentów w sezonie zasadniczym: 50 asyst
  - Trofeum Veliego-Pekki Ketoli – pierwsze miejsce w klasyfikacji kanadyjskiej w sezonie zasadniczym: 87 punktów
  - Pierwsze miejsce w klasyfikacji asystentów w fazie play-off: 10 asyst
  - Pierwsze miejsce w klasyfikacji kanadyjskiej w fazie play-off: 13 punktów
  - Skład gwiazd
- SM-liiga 1982/1983:
  - Pierwsze miejsce w klasyfikacji asystentów w sezonie zasadniczym: 41 asyst[3]
  - Trofeum Veliego-Pekki Ketoli – pierwsze miejsce w klasyfikacji kanadyjskiej w sezonie zasadniczym: 64 punkty
  - Pierwsze miejsce w klasyfikacji strzelców w fazie play-off: 9 goli
  - Pierwsze miejsce w klasyfikacji asystentów w fazie play-off: 8 asyst
  - Pierwsze miejsce w klasyfikacji kanadyjskiej w fazie play-off: 17 punktów
  - Skład gwiazd
- SM-liiga 1983/1984:
  - Pierwsze miejsce w klasyfikacji asystentów w sezonie zasadniczym: 47 asyst[4]
  - Trofeum Veliego-Pekki Ketoli – pierwsze miejsce w klasyfikacji kanadyjskiej w sezonie zasadniczym: 69 punktów
- SM-liiga 1984/1985:
  - Pierwsze miejsce w klasyfikacji asystentów w sezonie zasadniczym: 44 asysty[5]
  - Trofeum Veliego-Pekki Ketoli – pierwsze miejsce w klasyfikacji kanadyjskiej w sezonie zasadniczym: 67 punktów (aktualny rekord w liczbie wyróżnień)
- Bundesliga 1985/1986:
  - Trzecie miejsce w klasyfikacji asystentów w sezonie zasadniczym: 49 asyst[6]
  - Trzecie miejsce w klasyfikacji kanadyjskiej w sezonie zasadniczym: 74 punkty
- SM-liiga 1986/1987:
  - Trzecie miejsce w klasyfikacji asystentów w sezonie zasadniczym: 51 asyst[7]
  - Trzecie miejsce w klasyfikacji kanadyjskiej w sezonie zasadniczym: 68 punktów
- SM-liiga 1987/1988:
  - Drugie miejsce w klasyfikacji asystentów w sezonie zasadniczym: 43 asysty[8]
  - Szóste miejsce w klasyfikacji kanadyjskiej w sezonie zasadniczym: 60 punktów
  - Piąte miejsce w klasyfikacji kanadyjskiej w fazie play-off: 9 punktów

Wyróżnienia
- Jego numer 20 został zastrzeżony dla zawodników klubu HIFK
- Galeria Sławy fińskiego hokeja na lodzie: 1995 (numer 98)